# Balesta
Balesta est une commune française située dans l'ouest du département de la Haute-Garonne, en région Occitanie. Sur le plan historique et culturel, la commune fait partie du pays de Comminges, correspondant à l’ancien comté de Comminges, circonscription de la province de Gascogne située sur les départements actuels du Gers, de la Haute-Garonne, des Hautes-Pyrénées et de l'Ariège.
Exposée à un climat océanique altéré, elle est drainée par la Bernesse, la Seygouade, le ruisseau de la Seygouade de Derrière, Nom inconnu et par deux autres cours d'eau.
Balesta est une commune rurale qui compte 158 habitants en 2022, après avoir connu un pic de population de 605 habitants en 1891. Ses habitants sont appelés les Balestois ou  Balestoises.

## Géographie

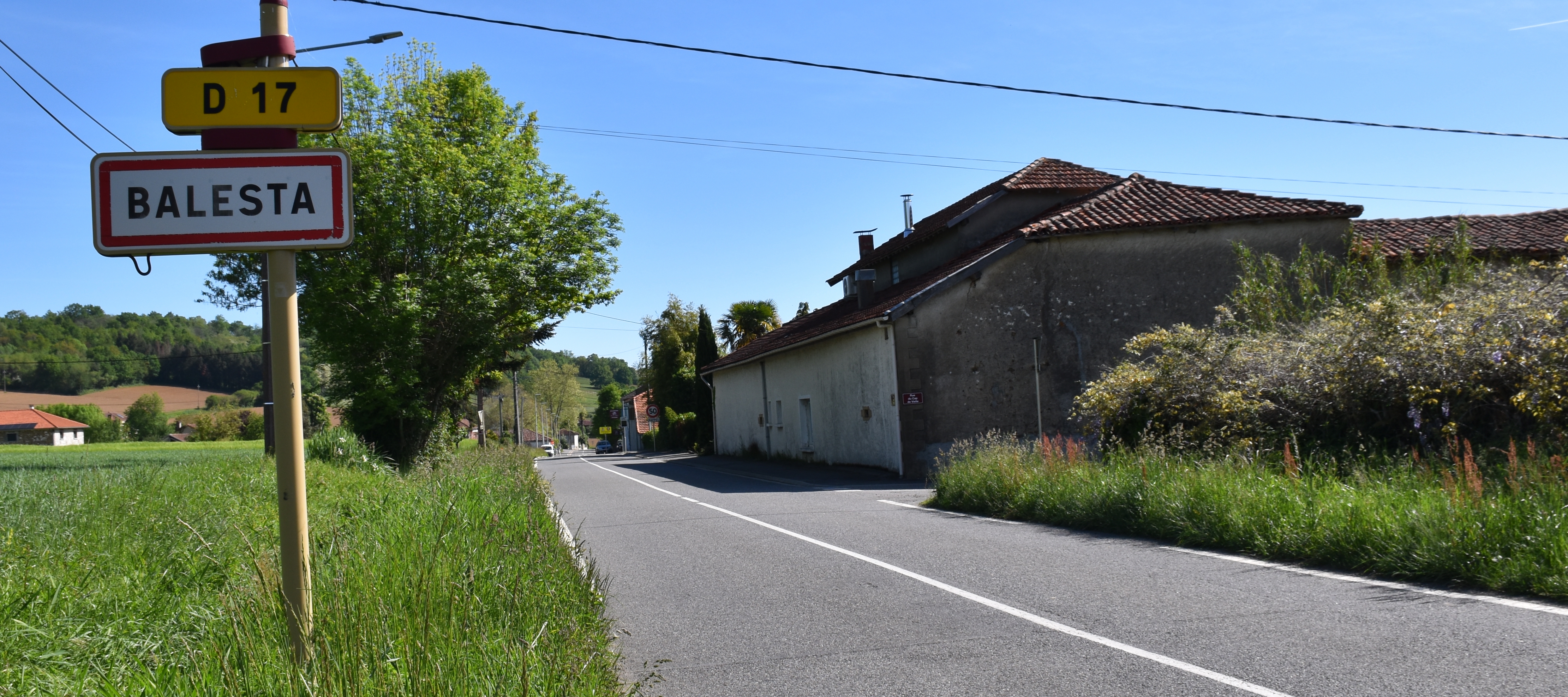
Entrée par la D 17

### Localisation

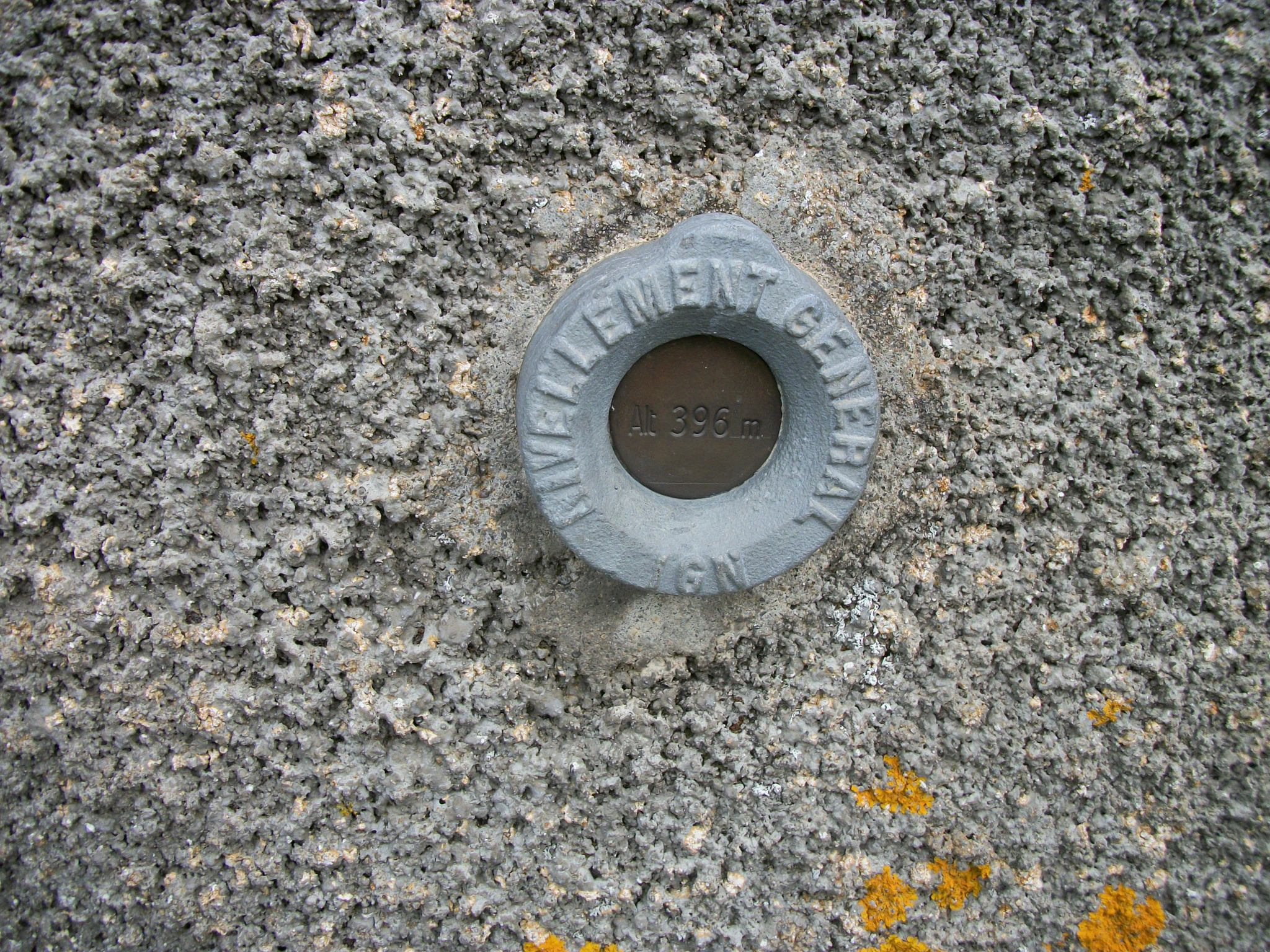
Borne de nivellement sur l'glise: altitude 396m.

La commune de Balesta se trouve dans le département de la Haute-Garonne, en région Occitanie.
Elle se situe à 84 km à vol d'oiseau de Toulouse, préfecture du département, et à 16 km de Saint-Gaudens, sous-préfecture.
Les communes les plus proches sont : 
Cazaril-Tambourès (2,5 km), Sarrecave (2,8 km), Bazordan (2,9 km), Saint-Plancard (3,4 km), Larroque (3,4 km), Boudrac (3,5 km), Nizan-Gesse (4,4 km), Saint-Loup-en-Comminges (5,1 km).
Sur le plan historique et culturel, Balesta fait partie du pays de Comminges, correspondant à l’ancien comté de Comminges, circonscription de la province de Gascogne située sur les départements actuels du Gers, de la Haute-Garonne, des Hautes-Pyrénées et de l'Ariège.
Les communes limitrophes sont  Bazordan, Boudrac, Cazaril-Tambourès, Larroque, Nizan-Gesse et Sarrecave.
| Bazordan (Hautes-Pyrénées) | Nizan-Gesse       | Sarrecave |
| Boudrac                    | Balesta           | Larroque  |
|                            | Cazaril-Tambourès |           |

La commune est située dans le Comminges en Nébouzan à 20 km au nord-est de Saint-Gaudens. C'est une commune limitrophe avec le département des Hautes-Pyrénées.

### Hydrographie

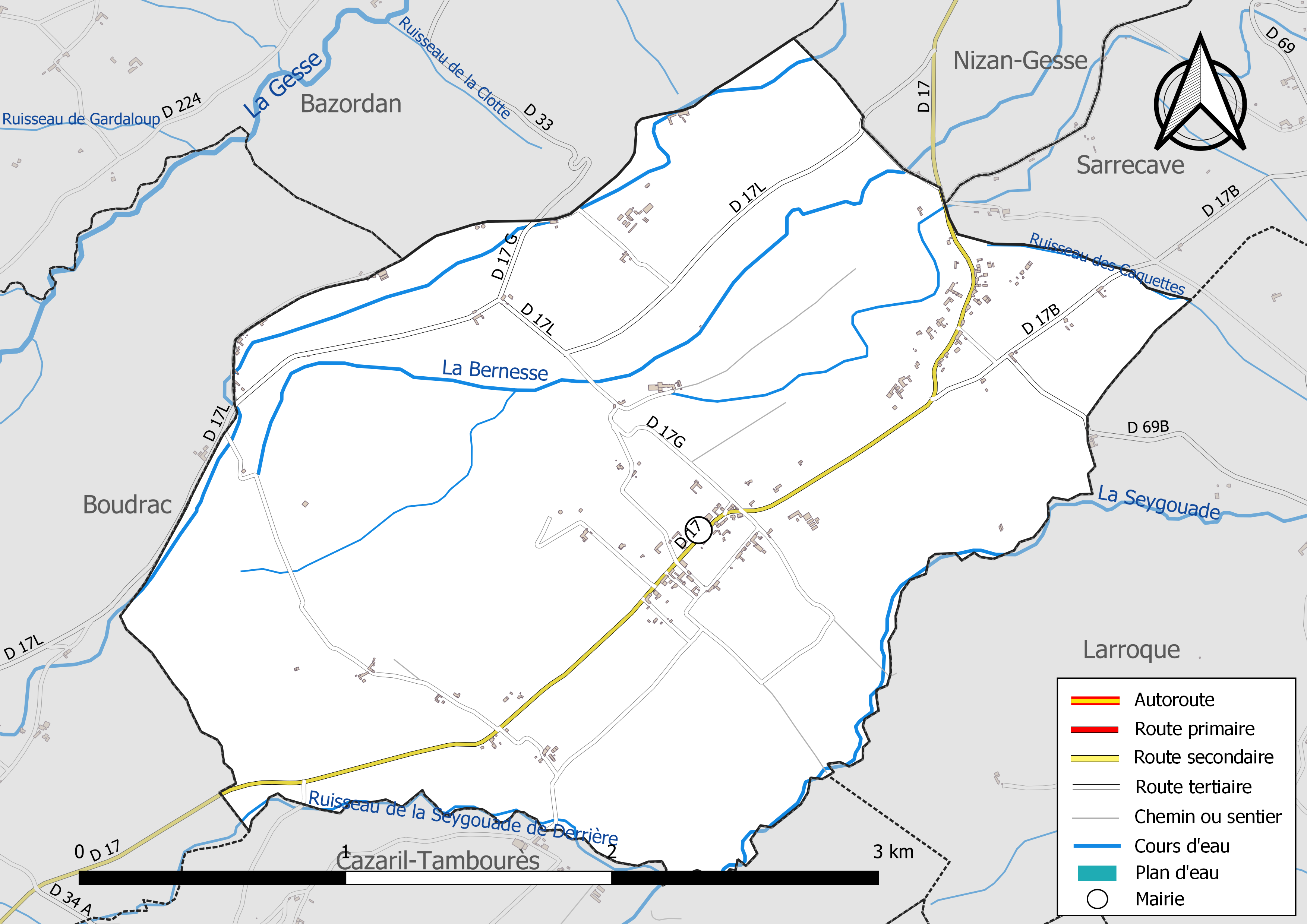
Réseaux hydrographique et routier de Balesta.

La commune est dans le bassin de la Garonne, au sein du bassin hydrographique Adour-Garonne. Elle est drainée par la Bernesse, la Seygouade, le ruisseau de la Seygouade de Derrière, le ruisseau des Caquettes et par divers petits cours d'eau, constituant un réseau hydrographique de 13 km de longueur totale,.
La Bernesse, d'une longueur totale de 18,4 km, prend sa source dans la commune et s'écoule du sud-ouest vers le nord-est. Elle traverse la commune et se jette dans La Save à Montgaillard-sur-Save, après avoir traversé 7 communes.
La Seygouade, d'une longueur totale de 16,7 km, prend sa source dans la commune de Cazaril-Tambourès et s'écoule du sud-ouest vers le nord-est. Elle traverse la commune et se jette dans La Save à Lespugue, après avoir traversé 6 communes.

### Climat
Pour des articles plus généraux, voir Climat de l'Occitanie et Climat de la Haute-Garonne.
En 2010, le climat de la commune est de type climat océanique altéré, selon une étude s'appuyant sur une série de données couvrant la période 1971-2000. En 2020, Météo-France publie une typologie des climats de la France métropolitaine dans laquelle la commune est exposée à un climat de montagne ou de marges de montagne et est dans la région climatique Pyrénées centrales, caractérisée par une pluviométrie annuelle de 1 000 à 1 200 mm.
Pour la période 1971-2000, la température annuelle moyenne est de 12,2 °C, avec une amplitude thermique annuelle de 14,7 °C. Le cumul annuel moyen de précipitations est de 971 mm, avec 9,6 jours de précipitations en janvier et 6,7 jours en juillet. Pour la période 1991-2020, la température moyenne annuelle observée sur la station météorologique la plus proche, située sur la commune de Clarac à 12 km à vol d'oiseau, est de 12,5 °C et le cumul annuel moyen de précipitations est de 804,9 mm,. Pour l'avenir, les paramètres climatiques de la commune estimés pour 2050 selon différents scénarios d'émission de gaz à effet de serre sont consultables sur un site dédié publié par Météo-France en novembre 2022.

### Milieux naturels et biodiversité
Aucun espace naturel présentant un intérêt patrimonial n'est recensé sur la commune dans l'inventaire national du patrimoine naturel,,.

## Urbanisme

### Typologie
Au 1er janvier 2024, Balesta est catégorisée commune rurale à habitat dispersé, selon la nouvelle grille communale de densité à sept niveaux définie par l'Insee en 2022.
Elle est située hors unité urbaine et hors attraction des villes,.

### Occupation des sols
L'occupation des sols de la commune, telle qu'elle ressort de la base de données européenne d’occupation biophysique des sols Corine Land Cover (CLC), est marquée par l'importance des territoires agricoles (83,1 % en 2018), une proportion identique à celle de 1990 (83,1 %). La répartition détaillée en 2018 est la suivante : 
zones agricoles hétérogènes (80,8 %), forêts (16,9 %), terres arables (1,8 %), prairies (0,5 %). L'évolution de l’occupation des sols de la commune et de ses infrastructures peut être observée sur les différentes représentations cartographiques du territoire : la carte de Cassini (XVIIIe siècle), la carte d'état-major (1820-1866) et les cartes ou photos aériennes de l'IGN pour la période actuelle (1950 à aujourd'hui).

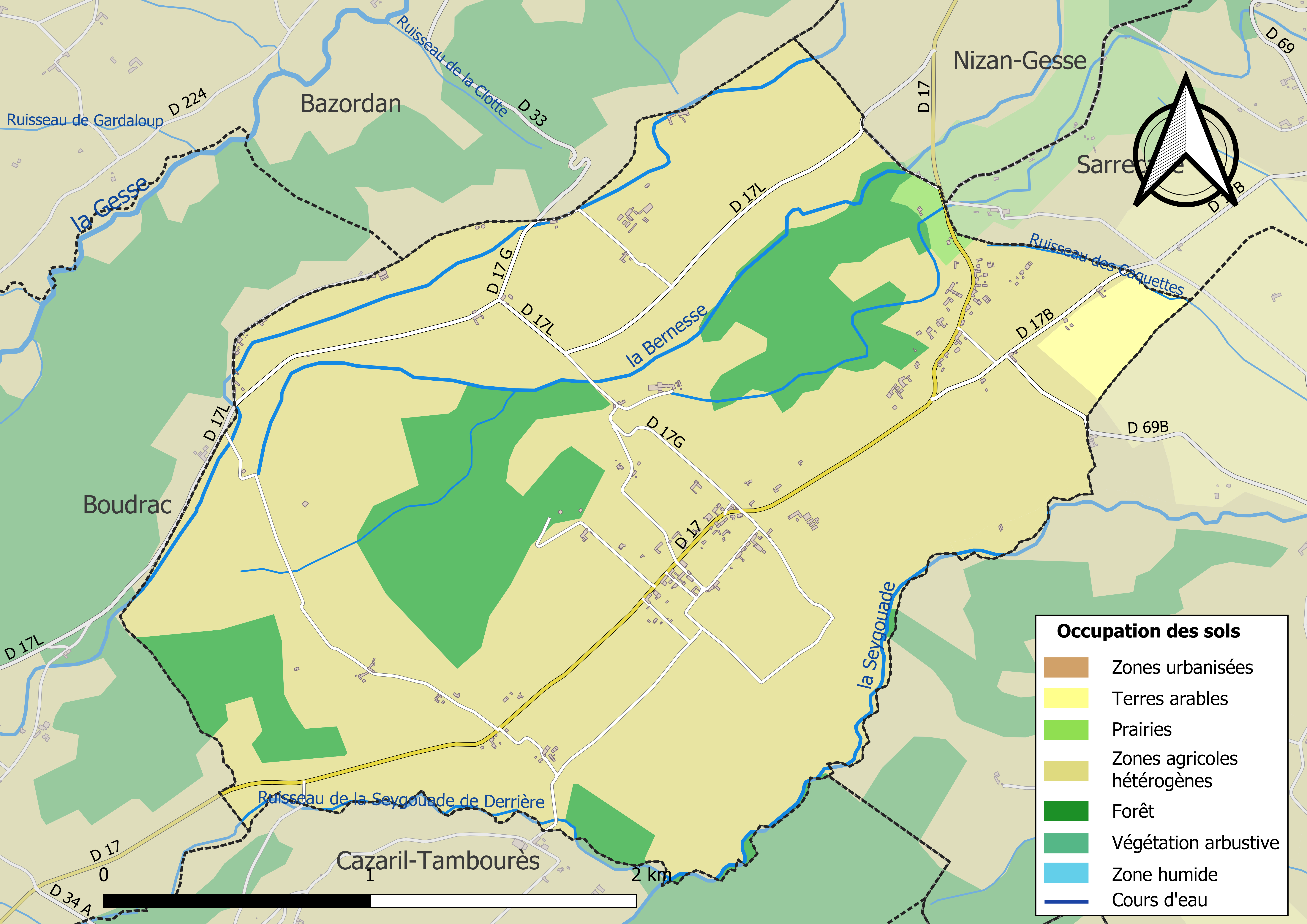
Carte des infrastructures et de l'occupation des sols de la commune en 2018 (CLC).

### Voies de communication et transports
Accès avec la ligne régulière de transport interurbain du réseau Arc-en-ciel (anciennement SEMVAT).

### Risques majeurs
Le territoire de la commune de Balesta est vulnérable à différents aléas naturels : météorologiques (tempête, orage, neige, grand froid, canicule ou sécheresse) et séisme (sismicité modérée). Un site publié par le BRGM permet d'évaluer simplement et rapidement les risques d'un bien localisé soit par son adresse soit par le numéro de sa parcelle.

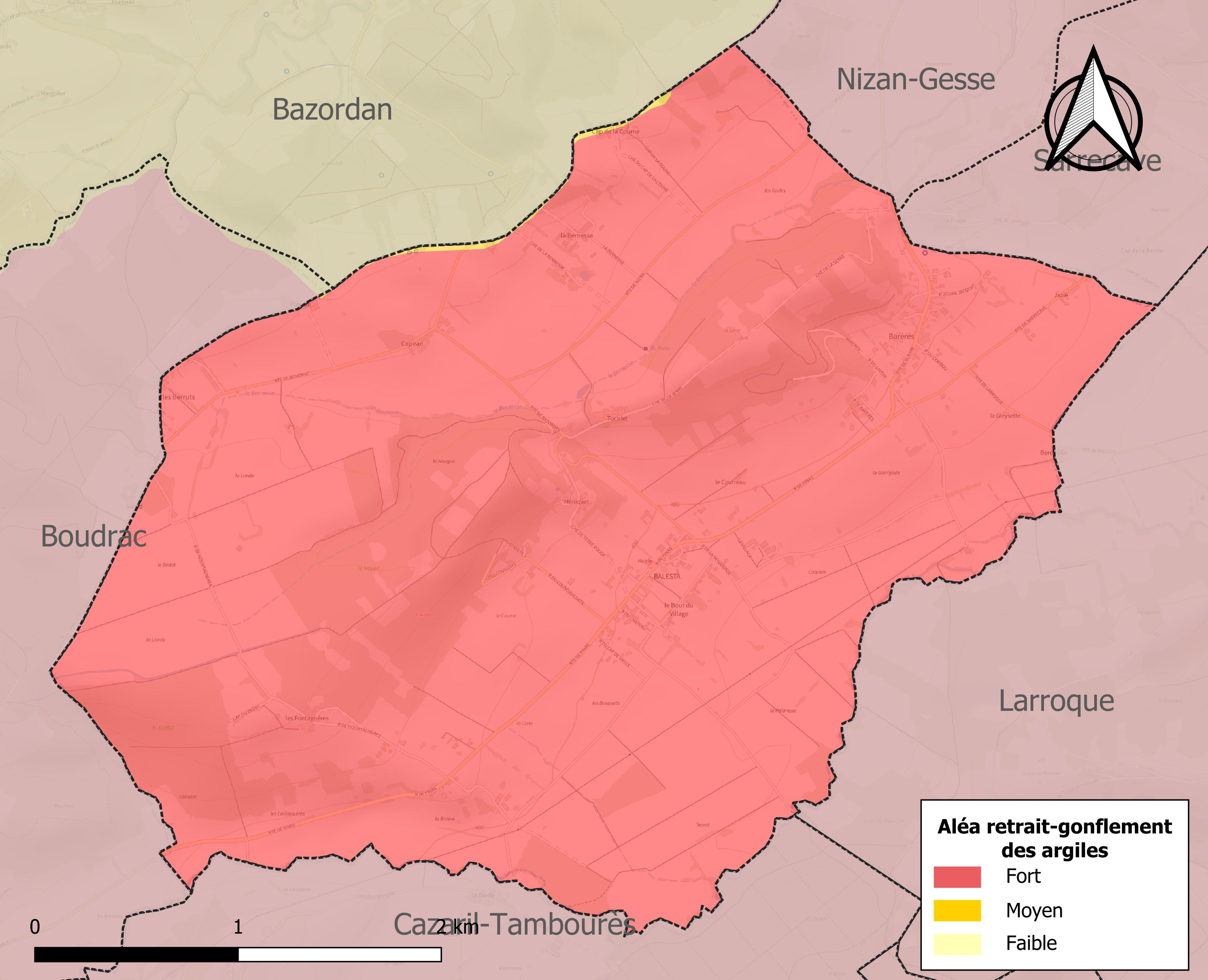
Carte des zones d'aléa retrait-gonflement des sols argileux de Balesta.

Le retrait-gonflement des sols argileux est susceptible d'engendrer des dommages importants aux bâtiments en cas d’alternance de périodes de sécheresse et de pluie. La totalité de la commune est en aléa moyen ou fort (88,8 % au niveau départemental et 48,5 % au niveau national). Sur les 84 bâtiments dénombrés sur la commune en 2019, 84 sont en aléa moyen ou fort, soit 100 %, à comparer aux 98 % au niveau départemental et 54 % au niveau national. Une cartographie de l'exposition du territoire national au retrait gonflement des sols argileux est disponible sur le site du BRGM,.
Par ailleurs, afin de mieux appréhender le risque d’affaissement de terrain, l'inventaire national des cavités souterraines permet de localiser celles situées sur la commune.
Concernant les mouvements de terrains, la commune a été reconnue en état de catastrophe naturelle au titre des dommages causés par la sécheresse en 1989 et par des mouvements de terrain en 1999.

## Histoire
Voir : Panthéon pyrénéen

## Politique et administration

### Administration municipale
Le nombre d'habitants au recensement de 2011 étant compris entre 100 et 499, le nombre de membres du conseil municipal pour l'élection de 2014 est de onze,.

### Rattachements administratifs et électoraux
Commune faisant partie de la huitième circonscription de la Haute-Garonne, de la communauté de communes Cœur et Coteaux du Comminges et du canton de Saint-Gaudens (avant le redécoupage départemental de 2014, Balesta faisait partie de l'ex-canton de Montréjeau). Avant le 1er janvier 2017, elle faisait partie de la communauté de communes Nébouzan-Rivière-Verdun. La commune est également membre du SIVOM de Saint-Gaudens Montréjeau Aspet Magnoac.

### Liste des maires
| Période                                  | Période   | Identité            | Étiquette          | Qualité       |
| ---------------------------------------- | --------- | ------------------- | ------------------ | ------------- |
| avant 1988                               | ?         | Gérard Capdeville   |                    |               |
| mars 2001                                | mars 2008 | Eloy Louge          |                    |               |
| mars 2008                                | mars 2014 | Alain Mennessier    | SE - Apparenté PCF |               |
| mars 2014                                | En cours  | Jean-Charles Dasque | SE                 | Fonctionnaire |
| Les données manquantes sont à compléter. |           |                     |                    |               |

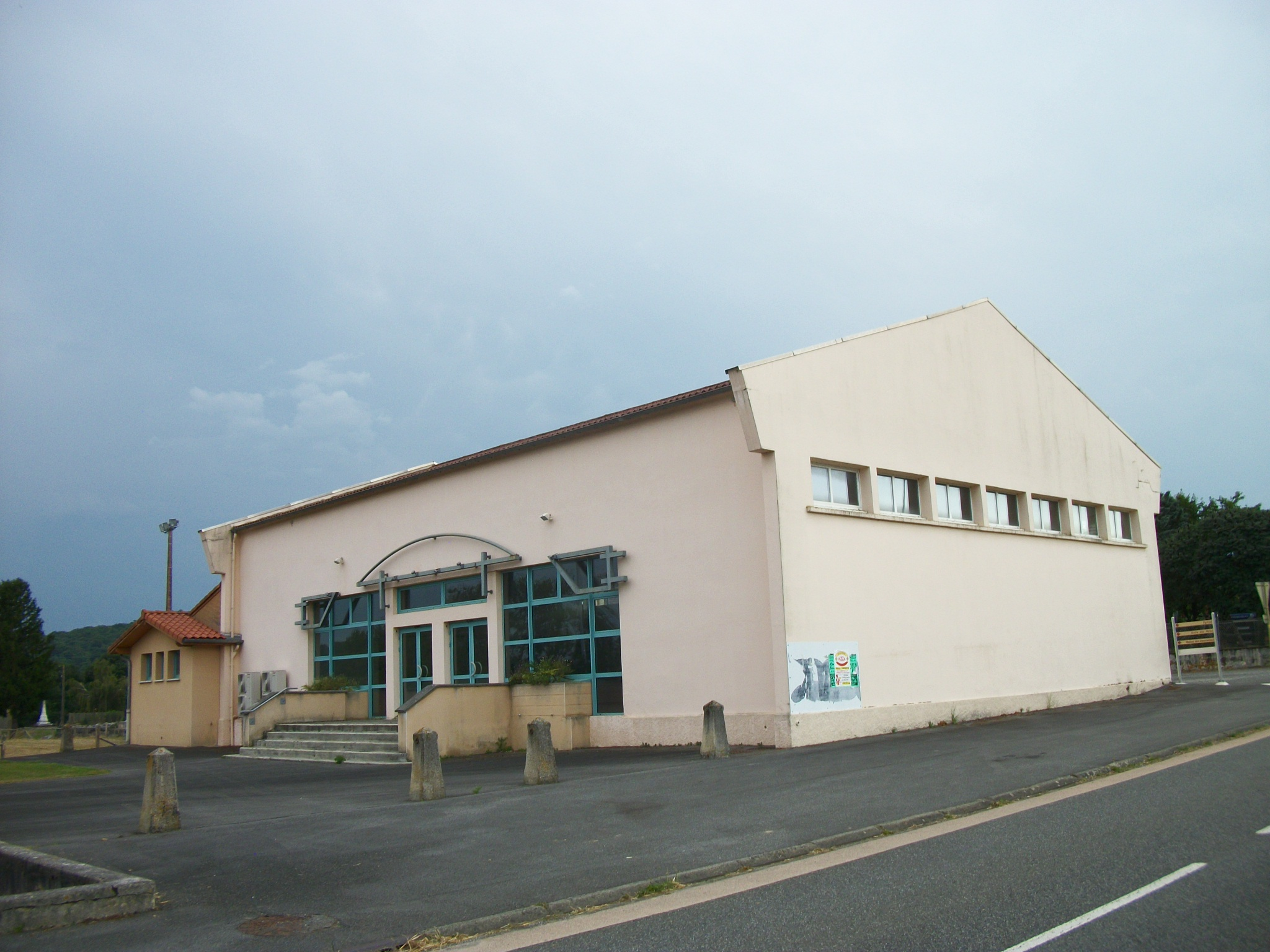
La salle des fêtes
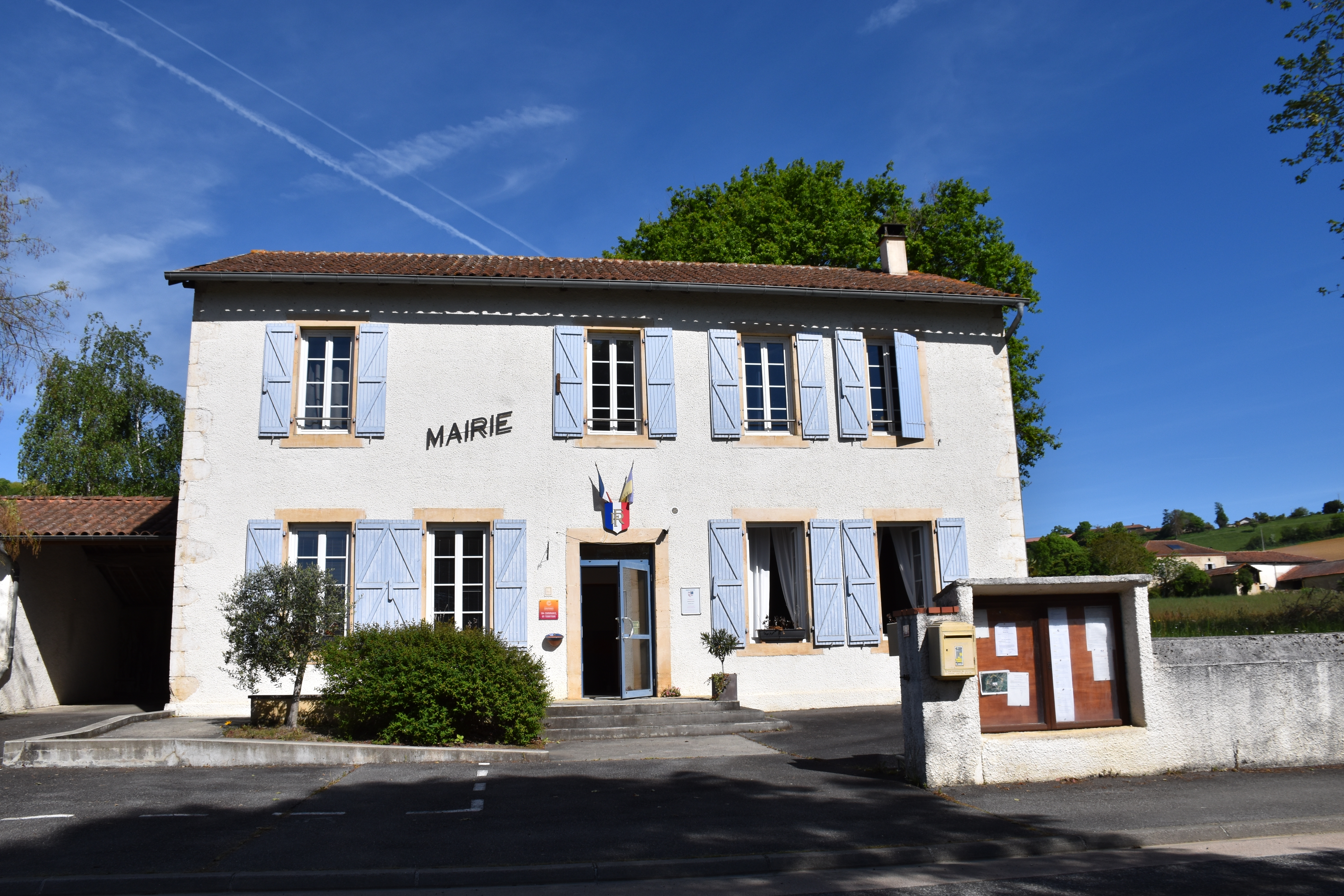
La mairie.

## Démographie
| 1793 | 1800 | 1806 | 1821 | 1831 | 1836 | 1841 | 1846 | 1851 |
| ---- | ---- | ---- | ---- | ---- | ---- | ---- | ---- | ---- |
| 406  | 369  | 436  | 382  | 464  | 436  | 500  | 480  | 525  |

| 1856 | 1861 | 1866 | 1872 | 1876 | 1881 | 1886 | 1891 | 1896 |
| ---- | ---- | ---- | ---- | ---- | ---- | ---- | ---- | ---- |
| 530  | 477  | 472  | 444  | 431  | 433  | 445  | 605  | 567  |

| 1901 | 1906 | 1911 | 1921 | 1926 | 1931 | 1936 | 1946 | 1954 |
| ---- | ---- | ---- | ---- | ---- | ---- | ---- | ---- | ---- |
| 434  | 418  | 409  | 393  | 307  | 315  | 306  | 286  | 259  |

| 1962 | 1968 | 1975 | 1982 | 1990 | 1999 | 2006 | 2007 | 2012 |
| ---- | ---- | ---- | ---- | ---- | ---- | ---- | ---- | ---- |
| 262  | 253  | 197  | 177  | 172  | 149  | 170  | 173  | 179  |

| 2017 | 2022 | - | - | - | - | - | - | - |
| ---- | ---- | - | - | - | - | - | - | - |
| 148  | 158  | - | - | - | - | - | - | - |

| selon la population municipale des années : | 1968 | 1975 | 1982 | 1990 | 1999 | 2006 | 2009 | 2013 |
| Rang de la commune dans le département      | 271  | 276  | 353  | 363  | 416  | 405  | 407  | 414  |
| Nombre de communes du département           | 592  | 582  | 586  | 588  | 588  | 588  | 589  | 589  |

## Économie

### Emploi
|                | 2008  | 2013  | 2018  |
| -------------- | ----- | ----- | ----- |
| Commune        | 1,9 % | 5,7 % | 6,2 % |
| Département    | 7,7 % | 9,6 % | 9,3 % |
| France entière | 8,3 % | 10 %  | 10 %  |

En 2018, la population âgée de 15 à 64 ans s'élève à 78 personnes, parmi lesquelles on compte 77,8 % d'actifs (71,6 % ayant un emploi et 6,2 % de chômeurs) et 22,2 % d'inactifs,. Depuis 2008, le taux de chômage communal (au sens du recensement) des 15-64 ans est inférieur à celui de la France et du département.
La commune est hors attraction des villes,. Elle compte 32 emplois en 2018, contre 30 en 2013 et 34 en 2008. Le nombre d'actifs ayant un emploi résidant dans la commune est de 57, soit un indicateur de concentration d'emploi de 56,7 % et un taux d'activité parmi les 15 ans ou plus de 47,4 %.
Sur ces 57 actifs de 15 ans ou plus ayant un emploi, 23 travaillent dans la commune, soit 41 % des habitants. Pour se rendre au travail, 76,3 % des habitants utilisent un véhicule personnel ou de fonction à quatre roues, 1,7 % les transports en commun, 3,4 % s'y rendent en deux-roues, à vélo ou à pied et 18,6 % n'ont pas besoin de transport (travail au domicile).

### Activités hors agriculture
10 établissements sont implantés  à Balesta au 31 décembre 2019.
Le secteur du commerce de gros et de détail, des transports, de l'hébergement et de la restauration est prépondérant sur la commune puisqu'il représente 40 % du nombre total d'établissements de la commune (4 sur les 10 entreprises implantées  à Balesta), contre 25,9 % au niveau départemental.

### Agriculture
La commune est dans les « Coteaux de Gascogne », une petite région agricole occupant une partie ouest du département de la Haute-Garonne, constitué d'un relief de cuestas et de vallées peu profondes, creusés par les rivières issues du massif pyrénéen, avec une activité de polyculture et d’élevage. En 2020, l'orientation technico-économique de l'agriculture  sur la commune est la polyculture et/ou le polyélevage.
|               | 1988 | 2000 | 2010 | 2020 |
| ------------- | ---- | ---- | ---- | ---- |
| Exploitations | 34   | 27   | 23   | 17   |
| SAU (ha)      | 800  | 978  | 536  | 593  |

Le nombre d'exploitations agricoles en activité et ayant leur siège dans la commune est passé de 34 lors du recensement agricole de 1988  à 27 en 2000 puis à 23 en 2010 et enfin à 17 en 2020, soit une baisse de 50 % en 32 ans. Le même mouvement est observé à l'échelle du département qui a perdu pendant cette période 57 % de ses exploitations,. La surface agricole utilisée sur la commune a également diminué, passant de 800 ha en 1988 à 593 ha en 2020. Parallèlement la surface agricole utilisée moyenne par exploitation a augmenté, passant de 24 à 35 ha.

## Culture locale et patrimoine

### Lieux et monuments
- Église Saint-Blaise.
- Monument aux morts en marbre blanc.
- Monument avec une croix en fer forgé.
- Monument avec une croix en pierre.

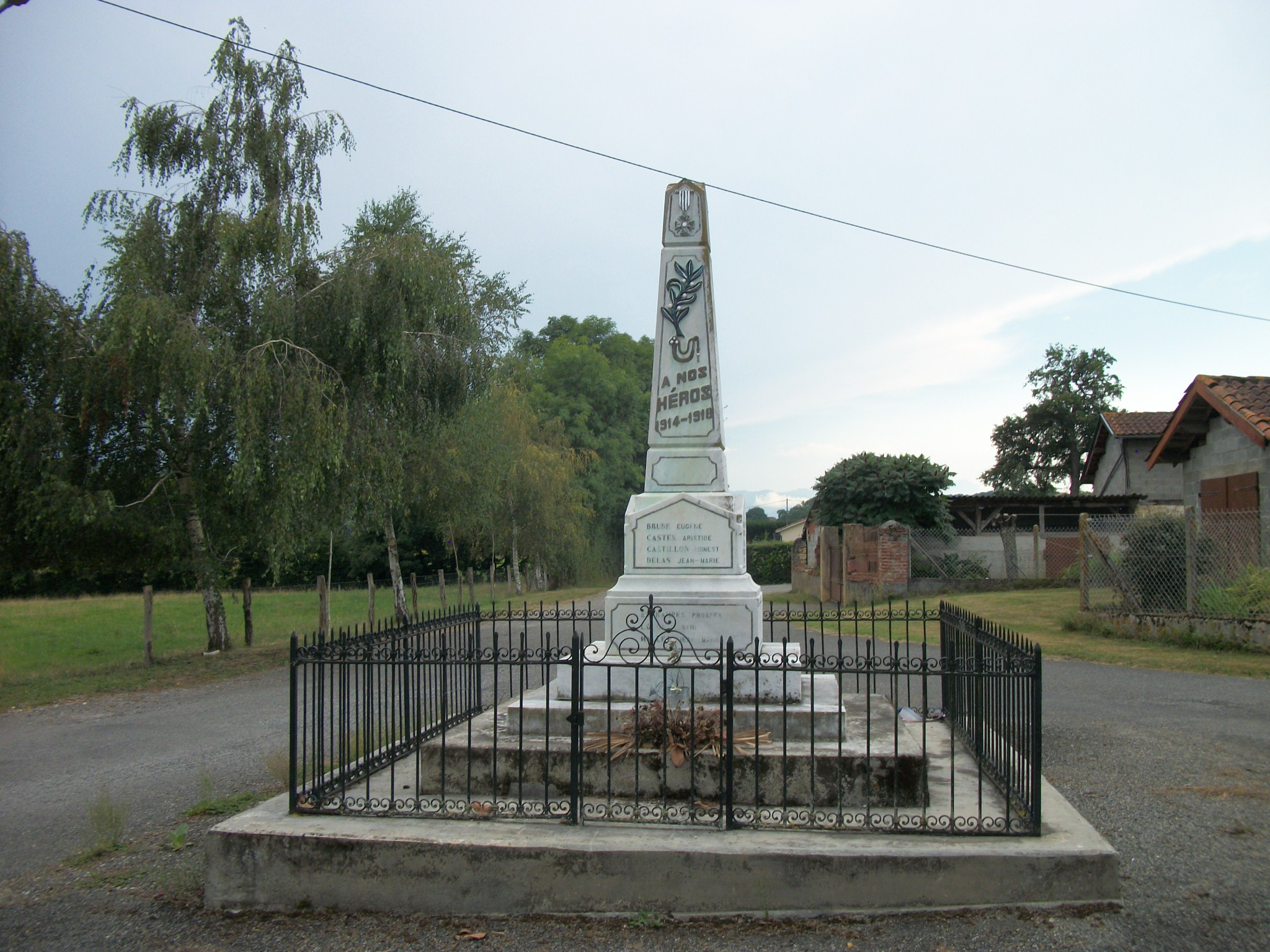
Monument aux morts
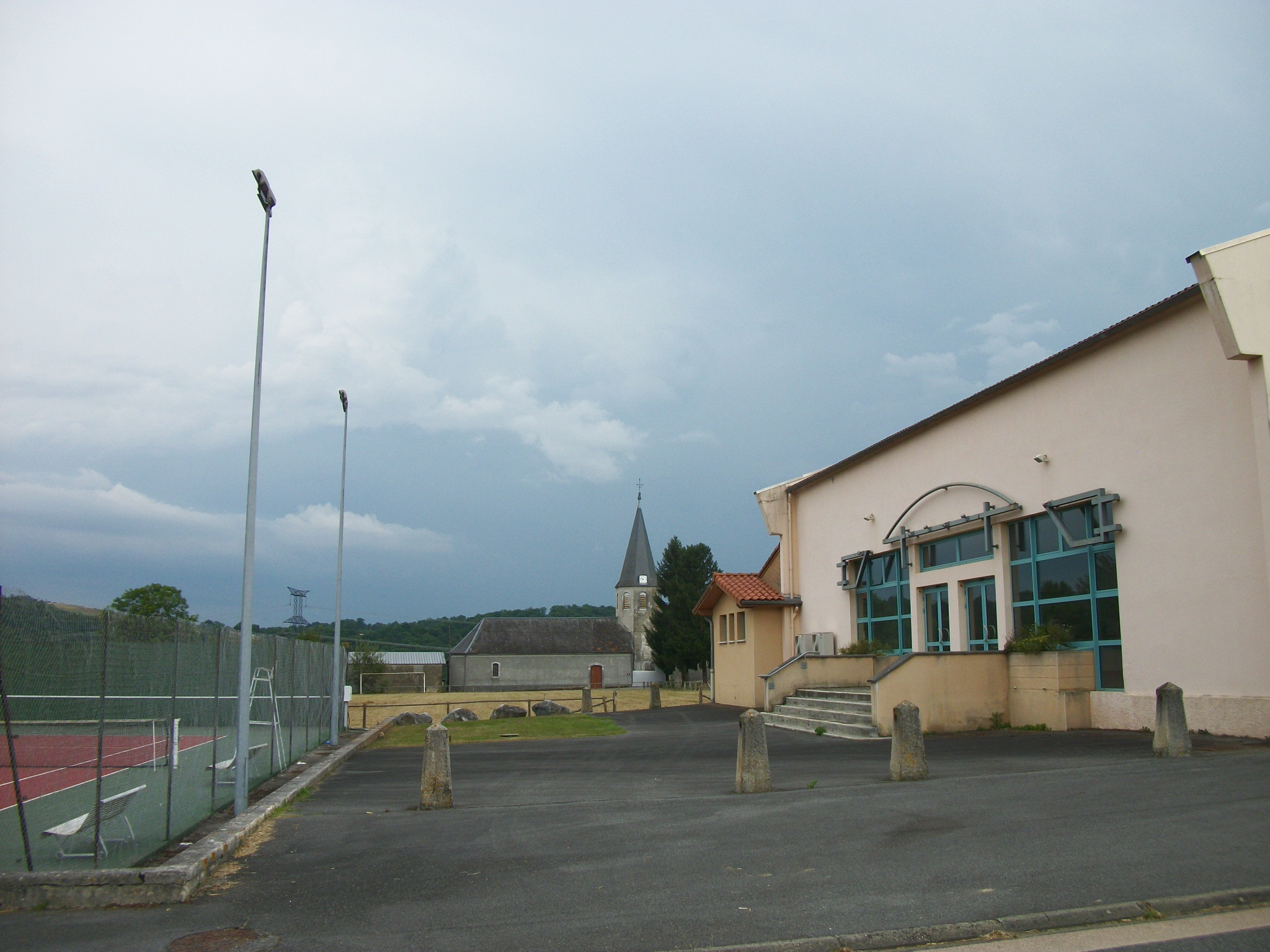
Le terrain de tennis, la salle des fêtes, en arrière-plan, le stade de football et l'église
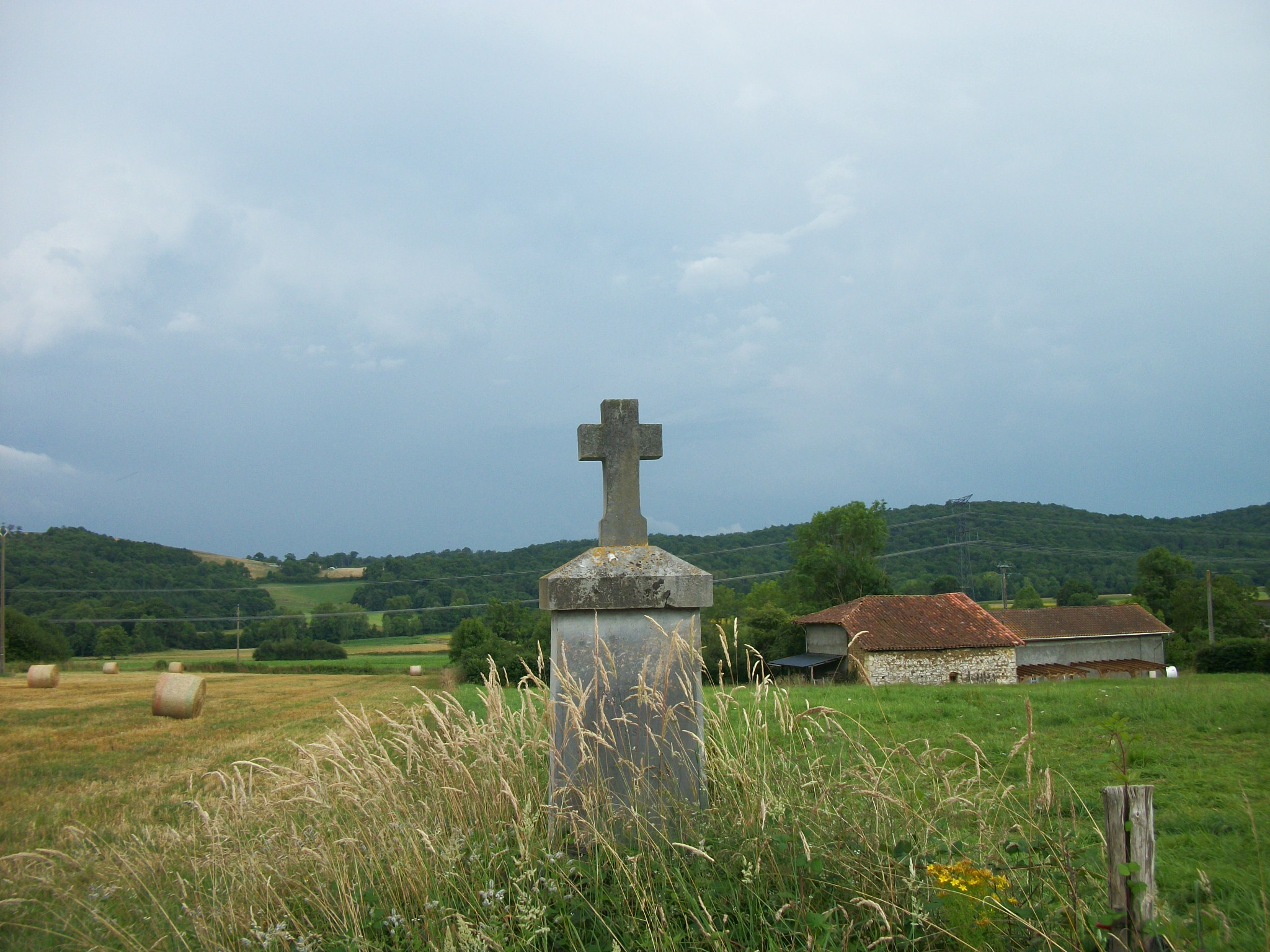
Monument avec une croix en pierre.

### Enseignement
Balesta fait partie de l'académie de Toulouse.

## Pour approfondir